# NGC 854
NGC 854 este o emission-line galaxy⁠(d) situată în constelația Cuptorul. A fost descoperită în 1 septembrie 1834 de către John Herschel. Se află la o distanță de 75,51 de megaparseci de Pământ.